# Miler Bolaños
Miler Alejandro Bolaños Reasco (Esmeraldas, Ecuador, 1 de junio de 1990) es un futbolista ecuatoriano. Juega de delantero y su equipo actual es Guayaquil City de la Serie B de Ecuador.
Bolaños es actualmente el cuarto máximo goleador histórico de la Copa Sudamericana. Su debut se dio en el 2009 con Liga Deportiva Universitaria, siendo campeón del torneo y anotando un gol en esa edición, jugó la Copa Sudamericana 2010 anotando otro gol para Liga Deportiva Universitaria. Tras su llegada a Emelec anotó un gol en la Copa Sudamericana 2013, fue máximo goleador en la Copa Sudamericana 2014 con 5 goles y en la Copa Sudamericana 2015 nuevamente con 5 goles. Contabiliza en total 13 goles y es superado únicamente por Hernán Rodrigo López con 16 goles.
El delantero ecuatoriano Miler Bolaños en la temporada 2015 marcó en diferentes competiciones: 25 goles en Serie A de Ecuador, 6 goles en Copa Libertadores, 5 goles en Copa Sudamericana, 3 goles con la selección de fútbol de Ecuador, sumando un total de 39 goles para la cuenta personal de artillero ecuatoriano, al quedar tricampeón (2013, 2014 y 2015) del fútbol ecuatoriano. Por los 25 goles que marcó en el Campeonato Ecuatoriano en el 2015, 6 en la Copa Libertadores y 5 en la Sudamericana, el artillero del Emelec Miler Bolaños ha sido considerado en la edición número 30 de la encuesta América y Europa le responden a El País. Además de ser considerado el tercer mejor jugador de América.

## Trayectoria

### Inicios en Ecuador
Empezó su carrera deportiva en las formativas del Club Deportivo Caribe Junior de Lago Agrio, destacándose en las categorías inferiores de dicho club, siendo el goleador de las categorías por las que jugó, luego fue parte de la selección de Sucumbíos en el Campeonato Nacional de Selecciones Provinciales en el 2005.

### Barcelona S. C.
En el año 2006, debuta profesionalmente jugando en el Barcelona Sporting Club de Ecuador.

### Liga Deportiva Universitaria
En 2009 fue transferido a Liga Deportiva Universitaria. Siendo juvenil en el equipo albo llegó a marcar en la Copa Sudamericana 2009, en la goleada de 7 a 0 que el cuadro universitario le propinó a River Plate de Uruguay, al final de la temporada fue campeón de la Recopa Sudamericana 2009 y de la Copa Sudamericana 2009. En la temporada siguiente fue una de las figuras clave en la consecución del décimo título nacional de Liga, siendo el segundo máximo goleador del club en el torneo, anotando 9 goles, dos de los cuales dieron la victoria de Liga ante Emelec en la final de ida del torneo.
También formó parte del equipo que ganó la Recopa Sudamericana 2010 ante Estudiantes de La Plata, ingresando al cambio en el partido de ida. En la Copa Sudamericana 2010 anotó al Independiente de Avellaneda en las semifinales de ida. En el 2011 jugó la Copa Libertadores, anotándole nuevamente a Independiente de Avellaneda en la fase de grupos. Anotó otros 6 goles en el torneo nacional 2011. No obstante, terminó siendo tramsferido al Chivas USA. 

### Chivas USA
Para la temporada 2012 es contratado por el Chivas USA.

### C. S. Emelec

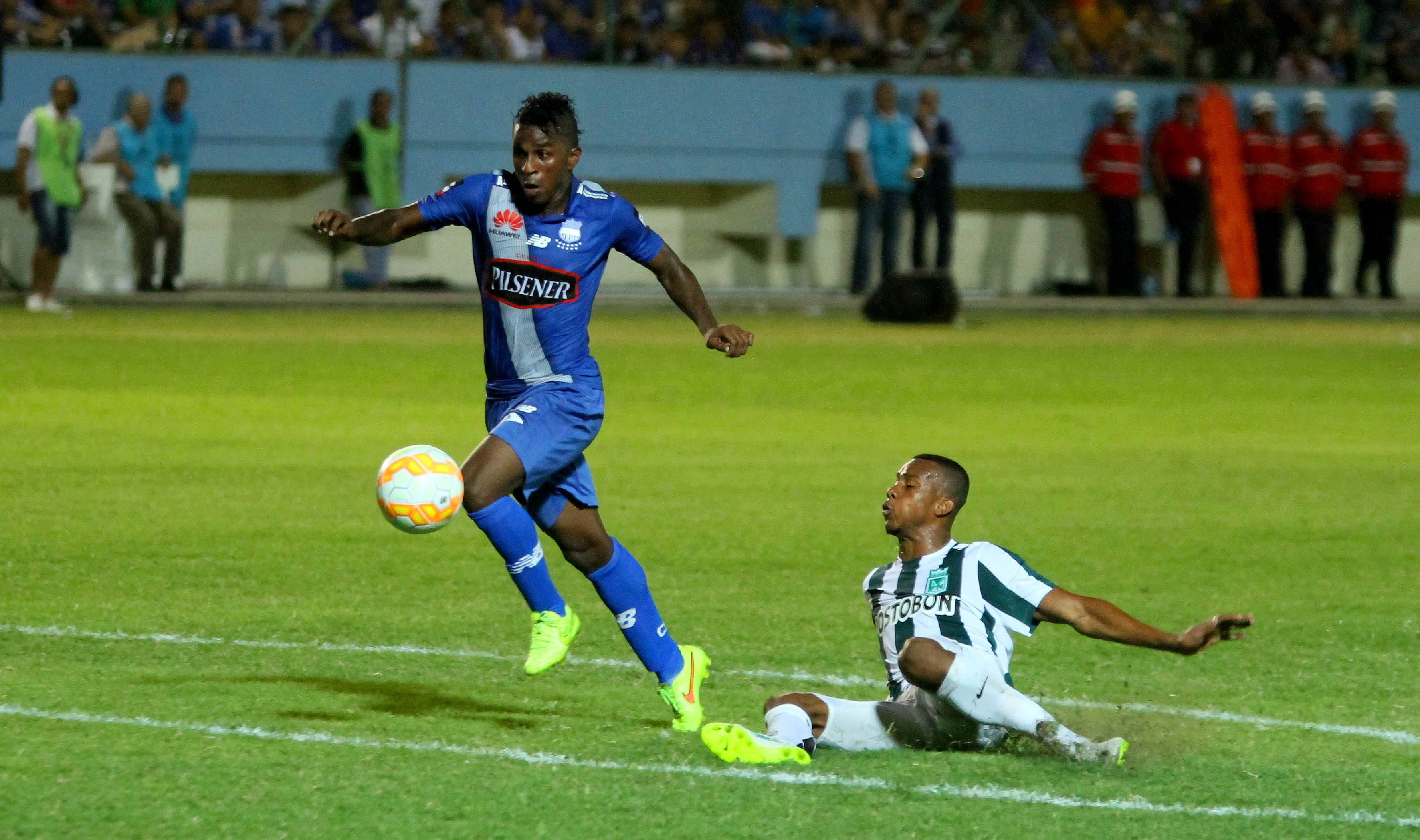
Miler ante el Atlético Nacional de Colombia por la Copa Libertadores 2015

En el 2013 ficha por el Club Sport Emelec, equipo con el que queda campeón de Ecuador ese año. El siguiente año sería uno de los mejores para Miler, ya que aquí comenzaría una serie de destacadas actuaciones con el equipo azul, siendo el segundo jugador que más goles anotó en todo el campeonato con 19 goles, y también quedando goleador en un torneo internacional como lo es la Copa Sudamericana, anotando 5 goles, compartiendo puesto con el chileno Andrés Vilches.
En la final del Campeonato Ecuatoriano de Fútbol de 2014, Bolaños fue pieza clave en el empate del Emelec ante el Barcelona en el partido de ida en el Clásico del Astillero, jugado en el estadio Monumental, ya que fue Miler el que realizó el pase hacía su compañero Ángel Mena, y que este terminara convirtiendo la primera del encuentro, pero sobre el final, el Barcelona lo terminó empatando agónicamente.
En el partido de vuelta, jugado en el estadio George Capwell, Miler fue la figura principal del encuentro tras anotar dos goles, y junto con el gol de Ángel Mena en el primer tiempo, Emelec consigue su estrella número 12, superando por una amplia diferencia a su eterno rival el Barcelona, y siendo considerado por muchos medios, el mejor jugador del campeonato 2014. En 2015, a pesar de que Miler tenía varias ofertas por clubes del extranjero, la dirigencia de Emelec y el director técnico Omar De Felippe decidieron retenerlo para obtener nuevamente el campeonato. Es considerado como uno de los mejores volantes ofensivos de creación que ha jugado en el Club Sport Emelec. 
El goleador del Campeonato Nacional fue Miler Bolaños de Emelec con 25 tantos, seguido de Daniel Néculman de River Ecuador con 22 goles. En tercer lugar quedó Bruno Vides de Universidad Católica con 16. Miler también fue el máximo anotador de Emelec en la temporada 2014. Además en la Copa Sudamericana 2015, pese a que los azules no superaron los octavos de final, el ariete terminó como goleador (5) junto con Ramón Ábila (Huracán), José Núñez (Olimpia) y Wilson Morelo (Santa Fe).

### Grêmio
Para la temporada 2016 es contratado por el Grêmio Foot-Ball Porto Alegrense, por 5 millones de dólares por el 70 % de su pase, pues el 30 % restante le pertenece a su último equipo, el Emelec.
En este club Miler Bolaños hizo goles en Copa Libertadores, Torneo Gaucho, Brasileirao, e incluso uno en la final de la Copa de Brasil en la que fue campeón.

### Club Tijuana
A mediados del 2017 Miler ficha por el Club Tijuana de México.

### Shanghái Shenhua
Después de algunos problemas internos en el Tijuana, el 11 de septiembre de 2020 se anunció su fichaje por el Shanghái Shenhua de China. El club lo cedió a préstamo en el torneo 2021 al Chongqing Liangjiang, regresó en 2022 donde disputó siete partidos y en diciembre rescindió su contrato con el club chino.

### Regreso a Emelec
El 12 de diciembre de 2022 se anunció su regreso al Club Sport Emelec en calidad de jugador libre por dos temporadas.

### Guayaquil City
El 28 de febrero del 2024 fue anunciado como nuevo fichaje del club.

## Selección nacional

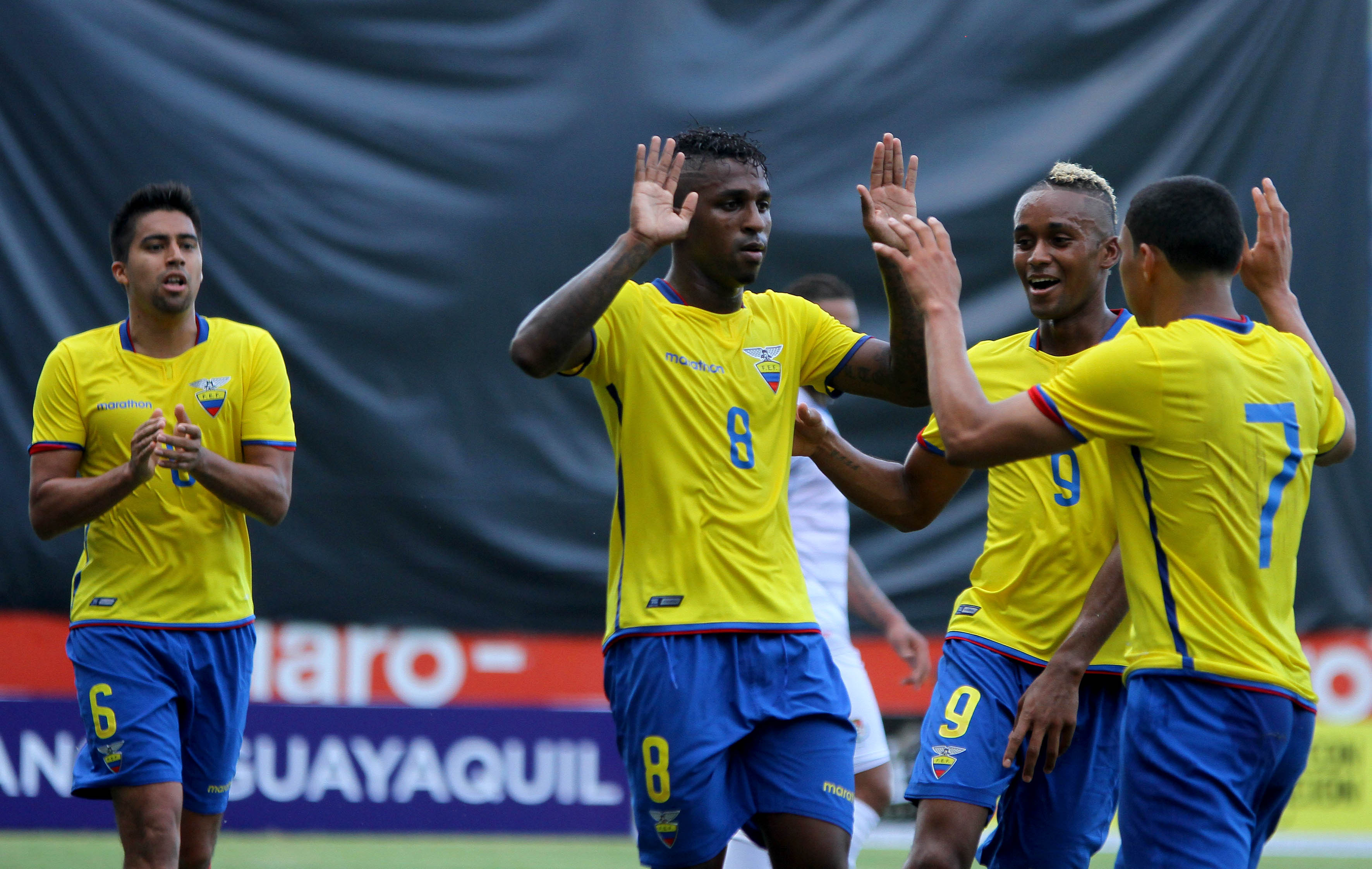
Miler jugando para la selección de Ecuador en un amistoso ante Panamá

Participó en el Campeonato Sudamericano Sub-17 de 2007, en donde le dio el triunfo a Ecuador sobre Brasil, terminando el encuentro 5-4. Así mismo, como formó parte del seleccionado sub-20 de Ecuador.
Fue titular en la selección mayor en el 2015, marcando dos goles en la Copa América 2015, participó siendo titular en las eliminatorias Rusia 2018 donde marcó dos goles y en la Copa América Centenario donde marcó un gol siendo uno de los principales figuras de esos procesos al mando de Gustavo Quinteros, sin embargo en dichos procesos tuvo un rendimiento muy bajo en comparación de su respectivo club, a pesar de esto último fue convocado y fue titular en 9 encuentros.
Después de la eliminación de Ecuador a Rusia 2018 como un paso frágil en el Gremio, fue convocado para amistosos de la selección mayor en el 2018 y 2019 al mando del 'Bolillo' Gómez, sin embargo su rendimiento fue muy bajo.
A pesar de una buena temporada con el Tijuana en 2019 no fue tomado en cuenta en la participación en la Copa América 2019, a su vez vio mermado su rendimiento para ser convocado a la Tricolor por actos de indisciplina en el Tijuana, lo que freno su titularidad en su club esto le llevó a tener conflictos con la directiva, y a su vez ante la negativa de la afición ecuatoriana en la eliminatoria pasada, no fue tomado en cuenta por Jorge Célico para los últimos amistosos de 2019.
Posteriormente en el año 2020 debido a las restricciones en China debido a la pandemia de covid-19 no pudo ser convocado por Gustavo Alfaro para las eliminatorias Catar 2022 y la Copa América 2021, debido a una actuación intermitente en el Shanghái Shenhua donde su equipo paso casi 13 meses sin disputar partidos en 2021 como en 2022, ya no fue tomado en cuenta para disputar un partido de la selección mayor.
Los últimos encuentros que disputó en la tricolor fue en la victoria por 2 a 1 contra Panamá en 2018 y en el empate por 0 a 0 contra Honduras en 2019, siendo estos dos encuentros partidos amistosos donde jugó solo 45 minutos en cada uno.

### Participaciones en eliminatorias
| Eliminatorias     | Sede            | Resultado    | Partidos | Goles |
| ----------------- | --------------- | ------------ | -------- | ----- |
| Eliminatoria 2018 | América del Sur | No clasificó | 9        | 2     |

### Participaciones en Copa América
| Copa                    | Sede           | Resultado        | Partidos | Goles |
| ----------------------- | -------------- | ---------------- | -------- | ----- |
| Copa América 2015       | Chile          | Primera ronda    | 3        | 2     |
| Copa América Centenario | Estados Unidos | Cuartos de final | 2        | 1     |

### Partidos internacionales
Actualizado al último partido disputado el 26 de marzo de 2019.
| \| N.° \| Fecha \| Ciudad \| Rival \| Resultado \| Resultado \| Competencia \| \| --- \| ------------------------ \| ---------------- \| -------------- \| --------- \| --------- \| ----------------------------------- \| \| 1. \| 28 de marzo de 2015 \| Los Ángeles \| México \| 0-1 \| Derrota \| Amistoso \| \| 2. \| 31 de marzo de 2015 \| Nueva York \| Argentina \| 1-2 \| Derrota \| Amistoso \| \| 3. \| 3 de junio de 2015 \| Ciudad de Panamá \| Panamá \| 1-1 \| Empate \| Amistoso \| \| 4. \| 6 de junio de 2015 \| Guayaquil \| Panamá \| 4-0 \| Victoria \| Amistoso \| \| 5. \| 11 de junio de 2015 \| Santiago \| Chile \| 0-2 \| Derrota \| Copa América 2015 \| \| 6. \| 15 de junio de 2015 \| Valparaíso \| Bolivia \| 2-3 \| Derrota \| Copa América 2015 \| \| 7. \| 19 de junio de 2015 \| Rancagua \| México \| 2-1 \| Victoria \| Copa América 2015 \| \| 8. \| 8 de septiembre de 2015 \| Quito \| Honduras \| 2-0 \| Victoria \| Amistoso \| \| 9. \| 8 de octubre de 2015 \| Buenos Aires \| Argentina \| 2-0 \| Victoria \| Eliminatorias al Mundial Rusia 2018 \| \| 10. \| 13 de octubre de 2015 \| Quito \| Bolivia \| 2-0 \| Victoria \| Eliminatorias al Mundial Rusia 2018 \| \| 11. \| 12 de noviembre de 2015 \| Quito \| Uruguay \| 2-1 \| Victoria \| Eliminatorias al Mundial Rusia 2018 \| \| 12. \| 17 de noviembre de 2015 \| Puerto Ordaz \| Venezuela \| 3-1 \| Victoria \| Eliminatorias al Mundial Rusia 2018 \| \| 13. \| 25 de mayo de 2016 \| Dallas \| Estados Unidos \| 0-1 \| Derrota \| Amistoso \| \| 14. \| 4 de junio de 2016 \| Pasadena \| Brasil \| 0-0 \| Empate \| Copa América 2016 \| \| 15. \| 8 de junio de 2016 \| Glendale \| Perú \| 2-2 \| Empate \| Copa América 2016 \| \| 16. \| 1 de septiembre de 2016 \| Quito \| Brasil \| 0-3 \| Derrota \| Eliminatorias al Mundial Rusia 2018 \| \| 17. \| 6 de septiembre de 2016 \| Lima \| Perú \| 1-2 \| Derrota \| Eliminatorias al Mundial Rusia 2018 \| \| 18. \| 10 de noviembre de 2016 \| Montevideo \| Uruguay \| 1-2 \| Derrota \| Eliminatorias al Mundial Rusia 2018 \| \| 19. \| 15 de noviembre de 2016 \| Quito \| Venezuela \| 3-0 \| Victoria \| Eliminatorias al Mundial Rusia 2018 \| \| 20. \| 23 de marzo de 2017 \| Asunción \| Paraguay \| 1-2 \| Derrota \| Eliminatorias al Mundial Rusia 2018 \| \| 21. \| 7 de septiembre de 2018 \| Harrison \| Jamaica \| 2-0 \| Victoria \| Amistoso \| \| 22. \| 11 de septiembre de 2018 \| Chicago \| Guatemala \| 2-0 \| Victoria \| Amistoso \| \| 23. \| 12 de octubre de 2018 \| Doha \| Catar \| 3-4 \| Derrota \| Amistoso \| \| 24. \| 16 de octubre de 2018 \| Doha \| Omán \| 0-0 \| Empate \| Amistoso \| \| 25. \| 20 de noviembre de 2018 \| Ciudad de Panamá \| Panamá \| 2-1 \| Victoria \| Amistoso \| \| 26. \| 26 de marzo de 2019 \| Harrison \| Honduras \| 0-0 \| Empate \| Amistoso \| |                          |                  |                |           |           |                                     |
| N.° | Fecha                    | Ciudad           | Rival          | Resultado | Resultado | Competencia                         |
| 1. | 28 de marzo de 2015      | Los Ángeles      | México         | 0-1       | Derrota   | Amistoso                            |
| 2. | 31 de marzo de 2015      | Nueva York       | Argentina      | 1-2       | Derrota   | Amistoso                            |
| 3. | 3 de junio de 2015       | Ciudad de Panamá | Panamá         | 1-1       | Empate    | Amistoso                            |
| 4. | 6 de junio de 2015       | Guayaquil        | Panamá         | 4-0       | Victoria  | Amistoso                            |
| 5. | 11 de junio de 2015      | Santiago         | Chile          | 0-2       | Derrota   | Copa América 2015                   |
| 6. | 15 de junio de 2015      | Valparaíso       | Bolivia        | 2-3       | Derrota   | Copa América 2015                   |
| 7. | 19 de junio de 2015      | Rancagua         | México         | 2-1       | Victoria  | Copa América 2015                   |
| 8. | 8 de septiembre de 2015  | Quito            | Honduras       | 2-0       | Victoria  | Amistoso                            |
| 9. | 8 de octubre de 2015     | Buenos Aires     | Argentina      | 2-0       | Victoria  | Eliminatorias al Mundial Rusia 2018 |
| 10. | 13 de octubre de 2015    | Quito            | Bolivia        | 2-0       | Victoria  | Eliminatorias al Mundial Rusia 2018 |
| 11. | 12 de noviembre de 2015  | Quito            | Uruguay        | 2-1       | Victoria  | Eliminatorias al Mundial Rusia 2018 |
| 12. | 17 de noviembre de 2015  | Puerto Ordaz     | Venezuela      | 3-1       | Victoria  | Eliminatorias al Mundial Rusia 2018 |
| 13. | 25 de mayo de 2016       | Dallas           | Estados Unidos | 0-1       | Derrota   | Amistoso                            |
| 14. | 4 de junio de 2016       | Pasadena         | Brasil         | 0-0       | Empate    | Copa América 2016                   |
| 15. | 8 de junio de 2016       | Glendale         | Perú           | 2-2       | Empate    | Copa América 2016                   |
| 16. | 1 de septiembre de 2016  | Quito            | Brasil         | 0-3       | Derrota   | Eliminatorias al Mundial Rusia 2018 |
| 17. | 6 de septiembre de 2016  | Lima             | Perú           | 1-2       | Derrota   | Eliminatorias al Mundial Rusia 2018 |
| 18. | 10 de noviembre de 2016  | Montevideo       | Uruguay        | 1-2       | Derrota   | Eliminatorias al Mundial Rusia 2018 |
| 19. | 15 de noviembre de 2016  | Quito            | Venezuela      | 3-0       | Victoria  | Eliminatorias al Mundial Rusia 2018 |
| 20. | 23 de marzo de 2017      | Asunción         | Paraguay       | 1-2       | Derrota   | Eliminatorias al Mundial Rusia 2018 |
| 21. | 7 de septiembre de 2018  | Harrison         | Jamaica        | 2-0       | Victoria  | Amistoso                            |
| 22. | 11 de septiembre de 2018 | Chicago          | Guatemala      | 2-0       | Victoria  | Amistoso                            |
| 23. | 12 de octubre de 2018    | Doha             | Catar          | 3-4       | Derrota   | Amistoso                            |
| 24. | 16 de octubre de 2018    | Doha             | Omán           | 0-0       | Empate    | Amistoso                            |
| 25. | 20 de noviembre de 2018  | Ciudad de Panamá | Panamá         | 2-1       | Victoria  | Amistoso                            |
| 26. | 26 de marzo de 2019      | Harrison         | Honduras       | 0-0       | Empate    | Amistoso                            |

### Goles internacionales
| \| N.° \| Fecha \| Lugar \| Rival \| Gol \| Resultado \| Resultado \| Competición \| \| --- \| ----------------------- \| -------------------------------------------------------- \| --------- \| --- \| --------- \| --------- \| ----------------------- \| \| 1. \| 31 de marzo de 2015 \| MetLife Stadium, Los Ángeles, Estados Unidos \| Argentina \| 1–1 \| 1–2 \| Derrota \| Amistoso \| \| 2. \| 6 de junio de 2015 \| Estadio George Capwell, Guayaquil, Ecuador \| Panamá \| 1–0 \| 4–0 \| Victoria \| Amistoso \| \| 3. \| 15 de junio de 2015 \| Estadio Elías Figueroa, Valparaíso, Chile \| Bolivia \| 2–3 \| 2–3 \| Derrota \| Copa América 2015 \| \| 4. \| 19 de junio de 2015 \| Estadio El Teniente, Rancagua, Chile \| México \| 1–2 \| 2–1 \| Victoria \| Copa América 2015 \| \| 5. \| 8 de septiembre de 2015 \| Estadio Olímpico Atahualpa, Quito, Ecuador \| Honduras \| 2–0 \| 2–0 \| Victoria \| Amistoso \| \| 6. \| 13 de octubre de 2015 \| Estadio Olímpico Atahualpa, Quito, Ecuador \| Bolivia \| 1–0 \| 2–0 \| Victoria \| Eliminatoria Rusia 2018 \| \| 7. \| 8 de junio de 2016 \| Estadio de la Univ. de Phoenix, Glendale, Estados Unidos \| Perú \| 2–2 \| 2–2 \| Empate \| Copa América 2016 \| \| 8. \| 15 de noviembre de 2016 \| Estadio Olímpico Atahualpa, Quito, Ecuador \| Venezuela \| 2–0 \| 3–0 \| Victoria \| Eliminatoria Rusia 2018 \| |                         |                                                          |           |     |           |           |                         |
| N.° | Fecha                   | Lugar                                                    | Rival     | Gol | Resultado | Resultado | Competición             |
| 1. | 31 de marzo de 2015     | MetLife Stadium, Los Ángeles, Estados Unidos             | Argentina | 1–1 | 1–2       | Derrota   | Amistoso                |
| 2. | 6 de junio de 2015      | Estadio George Capwell, Guayaquil, Ecuador               | Panamá    | 1–0 | 4–0       | Victoria  | Amistoso                |
| 3. | 15 de junio de 2015     | Estadio Elías Figueroa, Valparaíso, Chile                | Bolivia   | 2–3 | 2–3       | Derrota   | Copa América 2015       |
| 4. | 19 de junio de 2015     | Estadio El Teniente, Rancagua, Chile                     | México    | 1–2 | 2–1       | Victoria  | Copa América 2015       |
| 5. | 8 de septiembre de 2015 | Estadio Olímpico Atahualpa, Quito, Ecuador               | Honduras  | 2–0 | 2–0       | Victoria  | Amistoso                |
| 6. | 13 de octubre de 2015   | Estadio Olímpico Atahualpa, Quito, Ecuador               | Bolivia   | 1–0 | 2–0       | Victoria  | Eliminatoria Rusia 2018 |
| 7. | 8 de junio de 2016      | Estadio de la Univ. de Phoenix, Glendale, Estados Unidos | Perú      | 2–2 | 2–2       | Empate    | Copa América 2016       |
| 8. | 15 de noviembre de 2016 | Estadio Olímpico Atahualpa, Quito, Ecuador               | Venezuela | 2–0 | 3–0       | Victoria  | Eliminatoria Rusia 2018 |

## Estadísticas

### Clubes
Actualizado al último partido disputado el 24 de octubre de 2024.
| Club                                   | Temporada           | Div.                | Liga  | Liga  | Copas nacionales | Copas nacionales | Copas internacionales | Copas internacionales | Otros | Otros | Total | Total |
| Club                                   | Temporada           | Div.                | Part. | Goles | Part.            | Goles            | Part.                 | Goles                 | Part. | Goles | Part. | Goles |
| -------------------------------------- | ------------------- | ------------------- | ----- | ----- | ---------------- | ---------------- | --------------------- | --------------------- | ----- | ----- | ----- | ----- |
| Barcelona S. C. · Ecuador              | 2006                | 1.ª                 | 7     | 0     | —                | —                | 0                     | 0                     | —     | —     | 7     | 0     |
| Barcelona S. C. · Ecuador              | 2007                | 1.ª                 | 15    | 3     | —                | —                | 0                     | 0                     | —     | —     | 15    | 3     |
| Barcelona S. C. · Ecuador              | 2008                | 1.ª                 | 15    | 1     | —                | —                | 0                     | 0                     | —     | —     | 15    | 1     |
| Barcelona S. C. · Ecuador              | Total club          | Total club          | 37    | 4     | 0                | 0                | 0                     | 0                     | 0     | 0     | 37    | 4     |
| Liga Deportiva Universitaria · Ecuador | 2009                | 1.ª                 | 35    | 6     | —                | —                | 7                     | 1                     | —     | —     | 42    | 7     |
| Liga Deportiva Universitaria · Ecuador | 2010                | 1.ª                 | 24    | 9     | —                | —                | 7                     | 1                     | —     | —     | 31    | 10    |
| Liga Deportiva Universitaria · Ecuador | 2011                | 1.ª                 | 21    | 3     | —                | —                | 9                     | 1                     | —     | —     | 30    | 4     |
| Liga Deportiva Universitaria · Ecuador | Total club          | Total club          | 80    | 18    | 0                | 0                | 23                    | 3                     | 0     | 0     | 103   | 21    |
| Chivas USA Estados Unidos              | 2012                | 1.ª                 | 24    | 3     | 1                | 0                | 0                     | 0                     | —     | —     | 25    | 3     |
| Chivas USA Estados Unidos              | 2013                | 1.ª                 | 5     | 0     | 1                | 1                | 0                     | 0                     | —     | —     | 6     | 0     |
| Chivas USA Estados Unidos              | Total club          | Total club          | 29    | 3     | 2                | 1                | 0                     | 0                     | 0     | 0     | 31    | 3     |
| C. S. Emelec · Ecuador                 | 2013                | 1.ª                 | 6     | 0     | —                | —                | 3                     | 1                     | —     | —     | 9     | 1     |
| C. S. Emelec · Ecuador                 | 2014                | 1.ª                 | 36    | 19    | —                | —                | 12                    | 5                     | —     | —     | 48    | 24    |
| C. S. Emelec · Ecuador                 | 2015                | 1.ª                 | 34    | 25    | —                | —                | 14                    | 11                    | —     | —     | 48    | 36    |
| Grêmio · Brasil                        | 2016                | 1.ª                 | 18    | 3     | 3                | 2                | 3                     | 1                     | 4     | 1     | 28    | 7     |
| Grêmio · Brasil                        | 2017                | 1.ª                 | 2     | 0     | 0                | 0                | 3                     | 1                     | 13    | 7     | 18    | 8     |
| Grêmio · Brasil                        | Total club          | Total club          | 20    | 3     | 3                | 2                | 6                     | 2                     | 17    | 8     | 46    | 15    |
| Club Tijuana · México                  | 2017-18             | 1.ª                 | 28    | 9     | 1                | 0                | 4                     | 0                     | —     | —     | 33    | 9     |
| Club Tijuana · México                  | 2018-19             | 1.ª                 | 32    | 9     | 9                | 1                | 0                     | 0                     | —     | —     | 41    | 10    |
| Club Tijuana · México                  | 2019-20             | 1.ª                 | 26    | 1     | 7                | 1                | 1                     | 0                     | —     | —     | 34    | 2     |
| Club Tijuana · México                  | 2020-21             | 1.ª                 | 4     | 1     | 0                | 0                | 0                     | 0                     | —     | —     | 4     | 1     |
| Club Tijuana · México                  | Total club          | Total club          | 90    | 20    | 17               | 2                | 5                     | 0                     | 0     | 0     | 112   | 22    |
| Shanghái Shenhua China                 | 2020                | 1.ª                 | 4     | 3     | —                | —                | —                     | —                     | —     | —     | 4     | 3     |
| Chongqing Liangjiang China             | 2021                | 1.ª                 | 12    | 2     | —                | —                | —                     | —                     | —     | —     | 12    | 2     |
| Chongqing Liangjiang China             | Total club          | Total club          | 12    | 2     | 0                | 0                | 0                     | 0                     | 0     | 0     | 12    | 2     |
| Shanghái Shenhua China                 | 2022                | 1.ª                 | 7     | 0     | 0                | 0                | —                     | —                     | —     | —     | 7     | 0     |
| Shanghái Shenhua China                 | Total club          | Total club          | 11    | 3     | 0                | 0                | 0                     | 0                     | 0     | 0     | 11    | 3     |
| C. S. Emelec · Ecuador                 | 2023                | 1.ª                 | 15    | 8     | 0                | 0                | 6                     | 3                     | —     | —     | 21    | 11    |
| C. S. Emelec · Ecuador                 | Total club          | Total club          | 91    | 52    | 0                | 0                | 35                    | 20                    | 0     | 0     | 126   | 72    |
| Guayaquil City · Ecuador               | 2024                | 2.ª                 | 31    | 10    | 4                | 0                | 0                     | 0                     | —     | —     | 35    | 10    |
| Guayaquil City · Ecuador               | Total club          | Total club          | 31    | 10    | 4                | 0                | 0                     | 0                     | 0     | 0     | 35    | 10    |
| Total en su carrera                    | Total en su carrera | Total en su carrera | 401   | 115   | 26               | 5                | 69                    | 25                    | 17    | 8     | 513   | 153   |
| 1. 2. 3.                               |                     |                     |       |       |                  |                  |                       |                       |       |       |       |       |

## Palmarés

### Campeonatos nacionales
| Título                 | Club                         | País    | Año  |
| ---------------------- | ---------------------------- | ------- | ---- |
| Campeonato Ecuatoriano | Liga Deportiva Universitaria | Ecuador | 2010 |
| Campeonato Ecuatoriano | C. S. Emelec                 | Ecuador | 2013 |
| Campeonato Ecuatoriano | C. S. Emelec                 | Ecuador | 2014 |
| Campeonato Ecuatoriano | C. S. Emelec                 | Ecuador | 2015 |
| Copa de Brasil         | Grêmio                       | Brasil  | 2016 |

### Campeonatos internacionales
| Título              | Club                         | País    | Año  |
| ------------------- | ---------------------------- | ------- | ---- |
| Copa Sudamericana   | Liga Deportiva Universitaria | Ecuador | 2009 |
| Recopa Sudamericana | Liga Deportiva Universitaria | Ecuador | 2009 |
| Recopa Sudamericana | Liga Deportiva Universitaria | Ecuador | 2010 |

### Distinciones individuales
| Distinción                                                 | Año  |
| ---------------------------------------------------------- | ---- |
| Goleador de la Copa Sudamericana                           | 2014 |
| Parte del equipo ideal de la Copa Sudamericana             | 2014 |
| Spencer de Oro (mejor jugador del año)                     | 2014 |
| Mejor delantero                                            | 2014 |
| 11 ideal del Campeonato Ecuatoriano                        | 2014 |
| Miembro del equipo ideal de la Copa Libertadores           | 2015 |
| Mejor jugador del partido contra México en la Copa América | 2015 |
| Goleador de la Copa Sudamericana                           | 2015 |
| Goleador de la Serie A de Ecuador                          | 2015 |
| Spencer de Oro (mejor jugador del año)                     | 2015 |
| Miembro del equipo ideal de América                        | 2015 |
| Tercer mejor futbolista del año en Sudamérica              | 2015 |

| Predecesor: Enner Valencia Miler Bolaños | Mejor jugador de la Serie A 2014 2015    | Sucesor: Miler Bolaños Damián Díaz |
| Predecesor: Damián Díaz Ángel Mena       | Máximo asistente de la Serie A 2013 2015 | Sucesor: Ángel Mena Damián Díaz    |